# 米原昶
米原 昶（よねはら いたる、1909年（明治42年）2月7日 - 1982年（昭和57年）5月31日）は、日本の政治家。衆議院議員（日本共産党公認、3期）。日本共産党幹部会委員。

## 来歴・人物
鳥取県八頭郡智頭町生まれ。智頭は江戸時代は因幡街道の宿場町・智頭宿として栄え、実家は代々「もめんや」の屋号で呉服類や小間物の商いをしていた。旧制の鳥取中学（現在の鳥取西高）を経て旧制一高に入学するも、学生運動に携わったことで放校処分が下る。一高在学中より27年テーゼや社会科学研究会などを通じて日本共産党への関心を深め、弘世 哲夫の変名で地下活動をおこない、1945年、第二次世界大戦の敗戦と民主化により合法化された同党へ入党。
その後も共産党の活動を続け、1949年、第24回衆議院議員総選挙に鳥取県全県区から同党の公認候補として出馬しトップ当選を果たす。所謂「五〇年問題」により党内が所感派、国際派に分裂する中、再選を期して臨んだ1952年の第25回衆議院議員総選挙で落選、以後同選挙区から2度立候補するが何れも当選には至らなかった。鳥取県内の選挙区から立候補して当選した共産党国会議員は、現在に至るまで米原のみである。
1959年から1964年までの5年間、『平和と社会主義の諸問題』誌編集委員として党から派遣、家族とともにチェコスロバキア・プラハへ赴任する。1967年の都知事選挙では共産党推薦候補となるも、社会党との共闘により出馬を取りやめ美濃部亮吉候補への一本化に応じ、美濃部が当選した。
1969年、第32回衆議院議員総選挙で東京2区より立候補、17年ぶりに当選を果たす。前回に続いて共産党が躍進した1972年の第33回衆議院議員総選挙でも当選するが、1976年の第34回衆議院議員総選挙にて次点に終わる。以後は地盤を榊利夫に譲り政界からの引退を表明。
1982年5月31日、筋萎縮性側索硬化症により東京都渋谷区の代々木病院にて死去。73歳没。墓所は浄光明寺。

## 国政選挙歴
- 1949年 第24回衆議院議員総選挙 鳥取県全県区 43,654票 当選[3]
- 1952年 第25回衆議院議員総選挙 鳥取県全県区 7,920票 落選[3]
- 1953年 第26回衆議院議員総選挙 鳥取県全県区 6,664票 落選[3]
- 1955年 第27回衆議院議員総選挙 鳥取県全県区 12,197票 落選[3]
- 1959年 第5回参議院議員通常選挙 鳥取県地方区 15,175票 落選[4]
- 1968年 第8回参議院議員通常選挙 東京都地方区 639,187票 落選[5]
- 1969年 第32回衆議院議員総選挙 東京2区 71,357票 当選[6]
- 1972年 第33回衆議院議員総選挙 東京2区 85,667票 当選[7]
- 1976年 第34回衆議院議員総選挙 東京2区 65,018票 落選[8]

## 家族
- 父 章三 - 元貴族院議員。日本海新聞初代社長。
- 兄 穣 - 実業家。元日本海テレビジョン放送社長。
- 弟 弘 - 東京帝国大学農学部卒。東京大学名誉教授。
- 妻 美智子 - 日本婦人団体連合会事務局長などを歴任。2003年死去。
- 長女 万里 - 文筆家。2006年死去。
- 次女 ユリ - 料理研究家。井上ひさしの妻。

## エピソード
- 兄の穣は元衆議院議員相澤英之後援会の鳥取支部長を務めており、米原家内は思想信条が相反する自民、共産両党とで支持が分かれていた。このことについて相澤は「同じ家でも支持する政党が分かれ、自由にモノが言えるというのは、とても民主的である」と発言している[9]。

## 著書
- 『自主独立の十年』新日本出版社、1967年。ASINB000JA6BHC